# Polina Mitowa
Polina Mitowa (* 28. Juli 1993) ist eine bulgarische Leichtathletin, die sich auf den Stabhochsprung spezialisiert hat.

## Sportliche Laufbahn
Erste internationale Erfahrungen sammelte Polina Mitowa im Jahr 2012, als sie bei den Balkan-Meisterschaften in Eskişehir mit übersprungenen 3,50 m die Bronzemedaille gewann. Im Jahr darauf belegte sie bei den Balkan-Hallenmeisterschaften in Istanbul mit derselben Höhe den fünften Platz und 2017 brachte sie bei den Balkan-Hallenmeisterschaften in Belgrad keinen gültigen Versuch zustande. 
In den Jahren 2016 und 2017 wurde Mitowa bulgarische Meisterin im Stabhochsprung im Freien und 2013 und 2015 sowie 2017 und 2021 siegte sie in der Halle.

## Persönliche Bestleistungen
- Stabhochsprung: 3,80 m, 11. Juni 2017 in Plowdiw
  - Stabhochsprung (Halle): 3,60 m, 3. Februar 2017 in Dobritsch